# Río Yudoma
El río Yudoma (también transliterado como Youdoma, Judoma o Iudoma) (en ruso, Юдома) es un largo río del noroeste asiático que discurre por la Siberia Oriental rusa, un afluente de la margen derecha del río Maya, a su vez afluente del río Aldan y este del curso medio del río Lena. Tiene una longitud de 765 km y drena una cuenca de 43.700 km² (mayor que países como Dinamarca, Países Bajos o Suiza).
Administrativamente, discurre íntegramente por la Federación de Rusia, por el krai de Jabárovsk y durante un largo tramo formando la frontera natural entre Jabárovsk y la república de Sajá. 

## Geografía
El río Yudoma nace en los montes Suntar-Jaïata, en la frontera oriental de la república de Sajá, de la confluencia del Nitkan y el Avmja. Discurre en dirección sensiblemente sur y a unos 20 km de su nacimiento ya se interna en el krai de Jabárovsk. Mantiene durante un largo tramo la misma dirección norte para luego virar hacia el suroeste. Después el río forma durante un largo tramo final la frontera natural entre Jabárovsk y nuevamente Saja. En este tramo pasa por las localidades de Ogonëk, Vol'nii, Iugorënok, Itiga, Sordongnoj y Alukta. Desemboca finalmente en el río Maya, por la margen derecha, en la localidad de Ust'-Iudoma.
El río está habitualmente congelado desde octubre hasta mayo. Es navegable un tramo de 270 km aguas arriba de su confluencia con el río Maya.

## Afluentes
Los principales afluentes son:
- río Akatchan (Акачан), por la margen derecha, con una longitud de 154 km;
- río Gorbi (Горби), por la margen izquierda, con una longitud de 159 km;
- río Kjala, con una longitud de 109 km;